# بلمنية

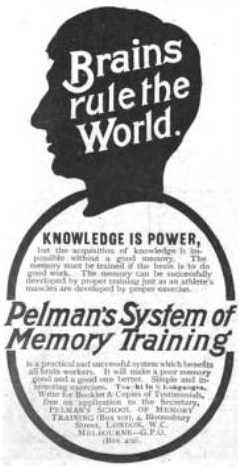
إعلان نظام بيلمان لتدريب الذاكرة من The Sketch، Vol. XL، رقم 520، 14 يناير 1903، الملحق، الصفحة الثانية عشر

البَلْمَنِيَّة كان نظامًا لتدريب الدماغ شائعًا في المملكة المتحدة خلال النصف الأول من القرن العشرين.